# Liisa Salmi
Liisa Salmi (1 oktober 1914 – 30 augustus 2001) was een schaatsster uit Finland. 

## Resultaten

### Wereldkampioenschappen
| Jaar | Jaar     | Plaats    | Resultaten       | Resultaten                             |
| ---- | -------- | --------- | ---------------- | -------------------------------------- |
| 1936 | Allround | Stockholm | 12e Allround     | 6e 500 m 8e 1000 m 11e 3000 m - 5000 m |
| 1937 | Allround | Davos     | Niet deelgenomen | Niet deelgenomen                       |
| 1938 | Allround | Oslo      | Niet deelgenomen | Niet deelgenomen                       |
| 1939 | Allround | Tampere   | Allround         | 2e 500 m 2e 1000 m 5e 3000 m 4e 5000 m |

### Finse kampioenschappen
| Jaar | Resultaten       | Resultaten                             |
| ---- | ---------------- | -------------------------------------- |
| 1933 | Allround         | 3e 500 m 3e 1500 m                     |
| 1934 | Allround         | 2e 500 m 2e 1000 m 2e 1500 m           |
| 1935 | Allround         | 3e 500 m 2e 1500 m                     |
| 1936 | - Allround       | 2e 500 m 3e 1000 m 3e 3000 m - 5000 m  |
| 1937 | Allround         | 1e 500 m 1e 1000 m 3e 3000 m 3e 5000 m |
| 1938 | Niet deelgenomen | Niet deelgenomen                       |
| 1939 | Allround         | 1e 500 m 2e 1000 m 2e 3000 m 3e 5000 m |

## Records

### Persoonlijke records
| Afstand    | Tijd     | Datum            | Baan        |
| ---------- | -------- | ---------------- | ----------- |
| 500 meter  | 50,40    | 11 februari 1934 | Tampere     |
| 1000 meter | 1.47,90  | 23 februari 1934 | Helsinki    |
| 1500 meter | 2.54,20  | 4 februari 1936  | Uppsala     |
| 3000 meter | 6.00,00  | 11 maart 1939    | Hämeenlinna |
| 5000 meter | 10.44,00 | 11 maart 1939    | Hämeenlinna |

### Wereldrecords laaglandbaan (officieus)
| Nr. | Afstand   | Tijd | Datum           | Baan    |
| --- | --------- | ---- | --------------- | ------- |
| 1.  | 500 meter | 50,9 | 3 februari 1934 | Tampere |